# Victor Tatin
Pour les articles homonymes, voir Tatin.

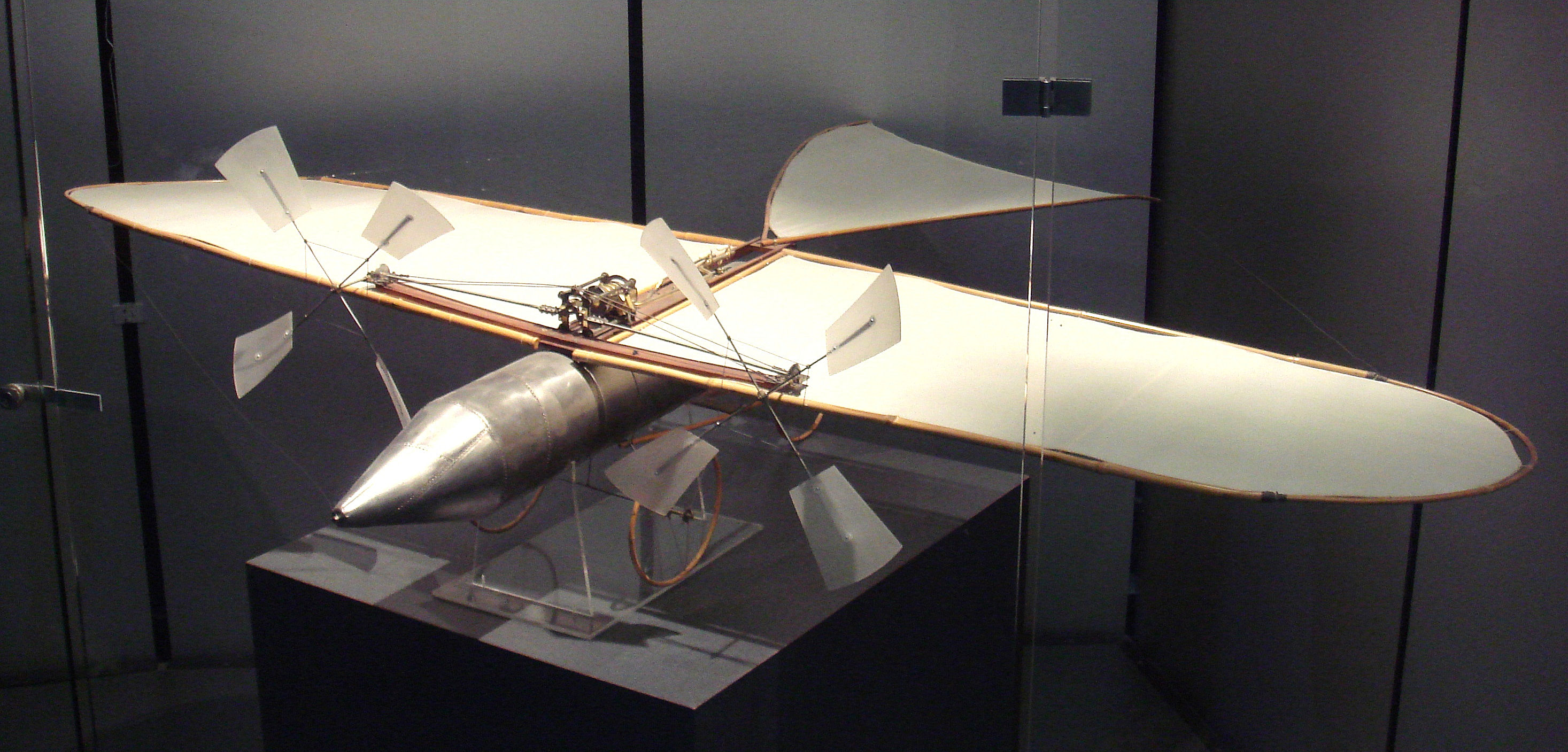
Maquette de lAéroplane de Victor Tatin (1879), au musée de l'Air et de l'Espace.

René Victor Tatin, né le 10 juillet 1843 à Paris où il est décédé le 18 avril 1913, était un ingénieur français qui créa un avion, l'Aéroplane, en 1879.
Son avion était le  premier modèle réduit d'avion à décoller par lui-même en utilisant sa propre puissance pour s'élever du sol,,.

## Biographie
Il est le fils de Pierre André Tatin et de Marie Louise Doury.
Il fut marié à Julie Marie Antoinette Pitard.
L'Aéroplane avait une envergure de 1,9 mètre et pesait 1,8 kilogramme. Il avait deux hélices qui étaient activées par un moteur à air comprimé. Il vola en restant attaché au pylône central d'une piste circulaire de l'Établissement central de l'aérostation militaire de Chalais-Meudon. Il décolla de ses propres moyens à une vitesse de 8 mètres par seconde (28,8 km/h).
De 1856 à 1866, Victor Tatin est ouvrier bijoutier, puis bijoutier-joaillier jusqu'en 1877.
De 1874 à 1878, il est l'assistant d'Étienne-Jules Marey, médecin, physiologiste et inventeur français, qui est l’un des premiers, à partir de 1870, à étudier méthodiquement les déplacements des animaux, dont leur vol. Tatin eut alors à concevoir et construire des oiseaux mécaniques,.
En 1880, il invente le premier baromètre anéroïde enregistreur.
En 1883, il reçoit le prix Pénaud attribué par l'Académie des sciences, d'un montant de 1 000 francs, pour « son hélice aérienne et ses essais, d'ailleurs infructueux, d'un appareil volant à coups d'ailes ».
De 1890 à 1897, Tatin et Charles Richet expérimentèrent un modèle réduit à moteur à vapeur, d'une envergure de 6,6 mètres et pesant 33 kilogrammes, et possédant une hélice tractrice et une hélice propulsive. Le 30 juin 1897, ils réussirent à le faire voler sur une distance de 140 mètres à une vitesse de 18 mètres par seconde, à Carqueiranne dans le Var,.
En 1898, il est membre fondateur de l'Aéro-club de France.
En 1902 et 1903, Tatin collabora avec Maurice Mallet
à la construction du dirigeable Ville de Paris pour Henri Deutsch de la Meurthe.

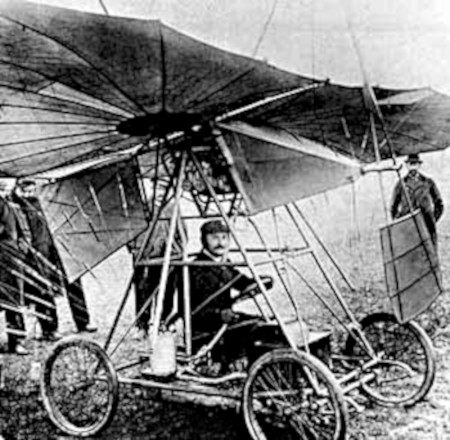
Le Traian Vuia no 1 en février 1906, avec l'hélice conçue par Victor Tatin.

En 1905, il conçut l'hélice bipale utilisée par Traian Vuia pour son avion expérimental nommé « Traian Vuia no 1 » et qui vola en 1906-1907.
En 1908, Tatin conçut un monoplan qui, s'il resta un échec, fut exposé au Salon aéronautique de Paris en 1908.
En 1909, il est fait Chevalier de la Légion d'honneur.
En 1911, il collabora avec Louis Paulhan à la conception de l'Aéro-Torpille (en), un monoplan à l'allure très aérodynamique.
Il a été membre de la Commission d'aviation de l'Aéro-Club de France.
Victor Tatin décède le 18 avril 1913 à son domicile à Paris (11 avenue Gambetta). Sa crémation se tient le 21 avril 1913 au cimetière du Père-Lachaise.

## Œuvre
- Victor Tatin, Éléments d'aviation, Paris, Dunod et Pinet, 1908

## Distinctions et honneurs
- Prix Pénaud, avec Duroy de Bruignac et Gaston Tissandier, attribué en 1883 par l'Académie des sciences[12].
- Chevalier de la Légion d'honneur[2].
- Président d'honneur de la Commission technique de l'Aéro-Club de France[17].

### Mémorial

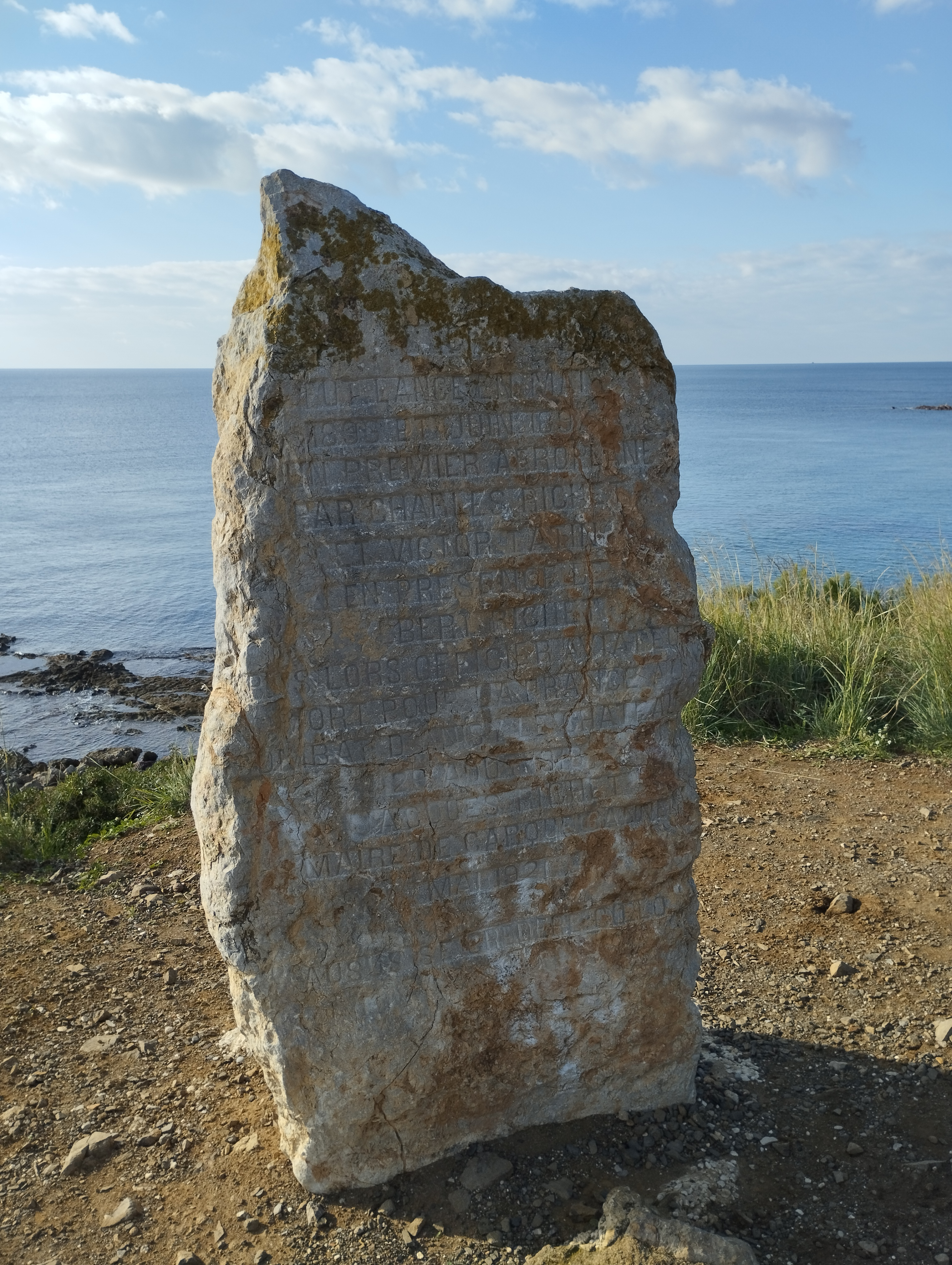
Stèle Richet à Carqueiranne.

Une stèle, érigée à Carqueiranne sur la pointe Peno, rappelle les essais effectués en 1896 et 1897. Cette stèle réunit en un même hommage à l'aviation : Victor Tatin, Charles Richet et son fils Alfred aviateur mort au combat. Elle rappelle : « Ici fut lancé en mai 1896 et juin 1897, un premier aéroplane par Charles Richet et Victor Tatin, en présence d'Albert Richet, officier aviateur, mort pour la France au combat d'Anizy-le-Château, 29 août 1918. Jacques Richet, maire de Carqueiranne, mai 1921. Ausus se credere coelo (Oser croire au ciel), ».